# بيل شارب (لاعب القفز الثلاثي)
بيل شارب (بالإنجليزية: Bill Sharpe)‏ هو لاعب القفز الثلاثي أمريكي، ولد في 23 يناير 1932 في فيلادلفيا في الولايات المتحدة.

## وصلات خارجية
- بيل شارب على موقع الاتحاد الدولي لألعاب القوى (الإنجليزية)
- بيل شارب على موقع أوليمبيديا (الإنجليزية)